# Windpark Kloppberg
Der Windpark Kloppberg ist ein Windpark im deutschen Bundesland Rheinland-Pfalz. Er umfasst derzeit 21 Windkraftanlagen unterschiedlicher Hersteller auf den Gemarkungen der rheinhessischen Gemeinden Hochborn, Gau-Heppenheim und Dittelsheim-Heßloch.
Zum Zeitpunkt der Inbetriebnahme im Jahr 1999 gehörte er zu den größten derartigen Anlagen in der Region, die bis heute stark durch die Windkraftnutzung geprägt ist.

## Lage
Der Windpark befindet sich im Landkreis Alzey-Worms auf dem Gebiet der Gemeinden Hochborn, Gau-Heppenheim und Dittelsheim-Heßloch am gleichnamigen Berg. Die Kreisstadt Alzey liegt 6 km westlich, Worms 17 km südöstlich, die rheinland-pfälzische Landeshauptstadt Mainz 30 km nördlich. Die umgebende Landschaft (Rheinhessisches Hügelland) ist von waldarmen Flächen und intensiver Landwirtschaft sowie Weinanbau geprägt. 
Mitten durch das Windparkgelände führen zwei Hochspannungs-Freileitungen für 380 bzw. 110 kV Spannung. Der Windpark selbst wird über 20-kV-Kabel im Mittelspannungsnetz an die Umspannanlage Gundersheim mit dem 110-kV-Netz der Westnetz angeschlossen, das wiederum in eine der durch das Gelände verlaufenden Freileitungen eingeschleift ist.
Bedingt durch den starken Zubau an Windenergie in der Region in den letzten Jahren ist der Park räumlich mit den benachbarten Windparks Dautenheim, Framersheim–Gau-Heppenheim und Hangen-Weisheim–Eppelsheim zusammengewachsen.

## Geschichte

### Erste Phase
Die ersten beiden Anlagen auf dem Kloppberg wurden 1995 auf Gau-Heppenheimer Gemarkung errichtet. Es handelte sich hierbei um zwei Micon M530-250 des heute nicht mehr existierenden Herstellers Micon. Sie verfügten je über eine Nennleistung von 250 kW.
Ende 1998 errichtete der Projektentwickler ABO Wind insgesamt 14 Anlagen des Typs Nordex N43 mit 600 kW Nennleistung und zwei Anlagen des Typs Fuhrländer FL 1000 in diesem Gebiet. Im Gegensatz zu den meisten anderen in Deutschland errichteten Windkraftanlagen standen diese nicht auf einer Stahlrohr-, sondern einem Gitterturm, was die Anlagen sehr auffällig machte. Nach Errichtung der Anlagen wurde der nun insgesamt 10,9 MW Nennleistung umfassende Park an verschiedene Investoren veräußert.

### Zweite Phase
Im Jahr 2005 wurde der Windpark erneut erweitert. Die Terrawatt Planungsgesellschaft GmbH erweiterte den Park um vier Anlagen des Typs Enercon E-48 mit je 800 kW Leistung, die im Oktober desselben Jahres in Betrieb gingen. Eine dieser Anlagen befindet sich heute im Besitz der CW Consult GmbH & Co. KG.

### Dritte Phase
2010 wurde im Windpark Kloppberg erstmals ein Repowering durchgeführt. Die beiden mittlerweile 15 Jahre alten Micon-Anlagen, die nur über eine geringe Nennleistung aufwiesen, sowie eine Fuhrländer-Anlage wurden hierbei demontiert und stattdessen der Park um vier Anlagen des Typs Enercon E-53 erweitert. Technisch basieren sie auf den 2005 errichteten Anlagen Typ E-48, haben jedoch einen etwas größeren Rotordurchmesser.

### Vierte Phase
In den Jahren 2014 und 2015 wurde erneut ein Repowering durchgeführt. Dabei wurden von Anfang Oktober bis Mitte November 2014 insgesamt 7 der 14 Nordex-Anlagen auf Gittermasttürmen demontiert.
In unmittelbarer Nachbarschaft zum Windpark Kloppberg errichtete ABO Wind Anfang 2015 den Windpark Framersheim-Gau-Heppenheim mit vier Anlagen des Typs Senvion 3.4M104, von denen zwei Anlagen auf Gau-Heppenheiemr Gemarkung stehen. Ende 2015 wurde im südwestlichen Bereich, benachbart zu den Windparks Dautenheim und Hangen-Weisheim–Eppelsheim, eine Anlage vom Typ ENERCON E-115 mit 3,05 MW Nennleistung errichtet.

### Fünfte Phase
Eine Erweiterung wurde Anfang 2017 durchgeführt, als – erneut durch ABO Wind – zwei Anlagen des Typs V117-3.45MW des dänischen Herstellers Vestas errichtet wurden. Gegen den Bau der Anlagen bildete sich eine Bürgerinitiative.

### Sechste Phase
Im Jahr 2018 wurden im Zuge der bislang letzten Erweiterung zwei Anlagen des Typs Enercon E-82 E2 mit je 2,3 MW Nennleistung errichtet.
- Vertikale Kamerafahrt an einer der älteren Nordex-Anlagen auf Gittermast

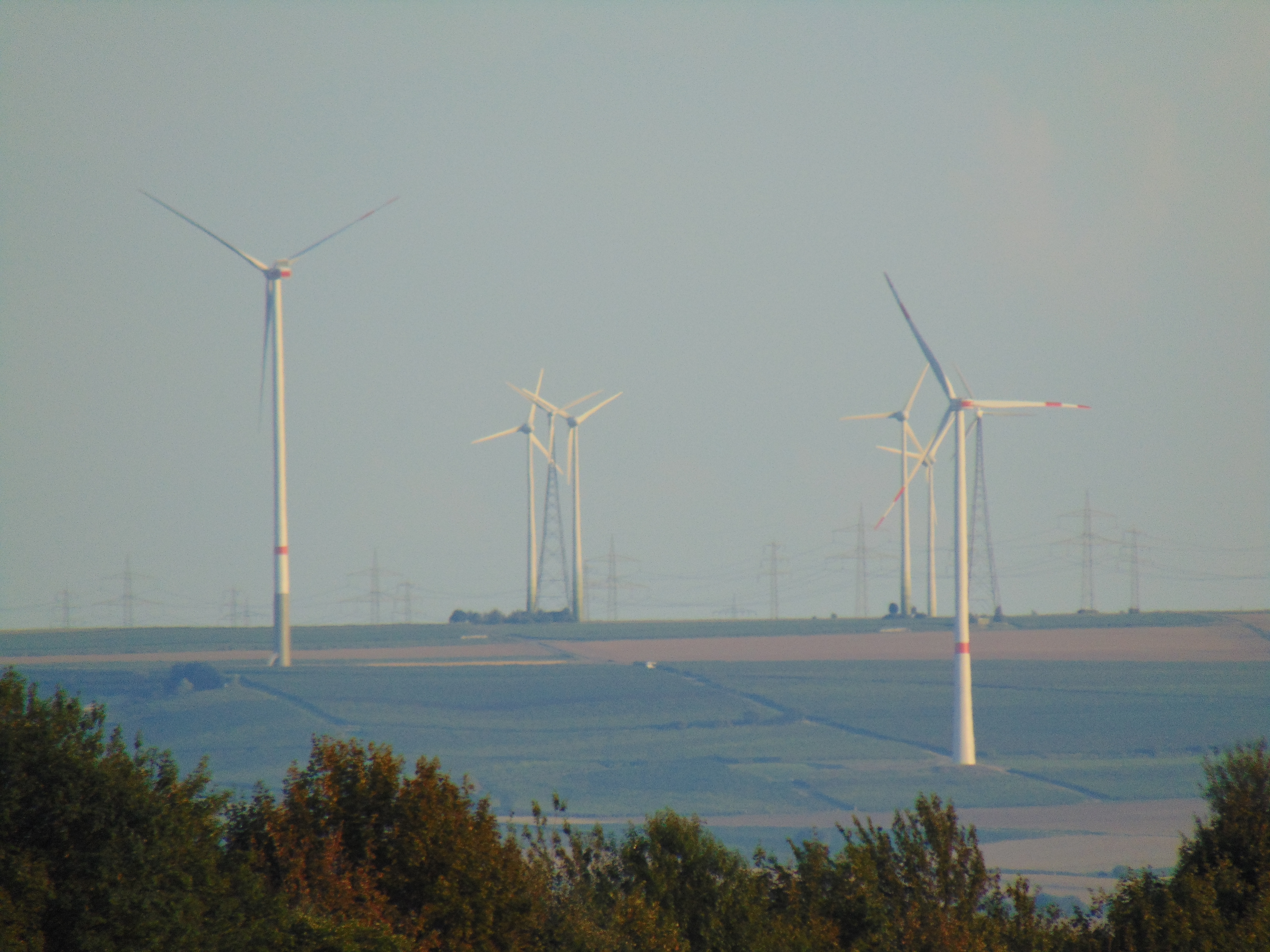
Neue Vestas-Anlage (links) im Windpark

## Aufbau
Stand 2019. Anlagen mit Stahlfachwerkturm sind kursiv gekennzeichnet, mittlerweile abgebaute Anlagen durchgestrichen.
| Typ                | Leistung | Nabenhöhe | Rotor- durchmesser | Gesamthöhe | Anzahl | Baujahr | Projektierer          | Betreiber                             | Gemarkung                                     | Bemerkungen                |
| ------------------ | -------- | --------- | ------------------ | ---------- | ------ | ------- | --------------------- | ------------------------------------- | --------------------------------------------- | -------------------------- |
| Micon M530-250     | 250 kW   | 30 m      | 26 m               | 43 m       | 2      | 1995    |                       |                                       | Gau-Heppenheim                                | Abgebaut 2010 (Repowering) |
| Fuhrländer FL 1000 | 1000 kW  | 70 m      | 54 m               | 97 m       | 1      | 1998    |                       |                                       | Gau-Heppenheim                                | Abgebaut 2010 (Repowering) |
| Fuhrländer FL 1000 | 1000 kW  | 70 m      | 54 m               | 97 m       | 1      | 1998    |                       |                                       | Gau-Heppenheim                                |                            |
| Nordex N43         | 600 kW   | 78 m      | 43 m               | 99,5 m     | 7      | 1999    | ABO Wind AG           | ABO Wind WP Kloppberg GmbH & Co. KG   | Gau-Heppenheim, Hochborn                      | Abgebaut 2014 (Repowering) |
| Nordex N43         | 600 kW   | 77 m      | 43 m               | 98,5 m     | 7      | 1999    | ABO Wind AG           | ABO Wind WP Kloppberg GmbH & Co. KG   | Dittelsheim-Heßloch, Gau-Heppenheim, Hochborn |                            |
| ENERCON E-48       | 800 kW   | 75,6 m    | 48 m               | 99,6 m     | 4      | 2005    | GAIA mbH              | Energiequelle GmbH                    | Gau-Heppenheim                                |                            |
| ENERCON E-53       | 800 kW   | 73,2 m    | 53 m               | 99,7 m     | 4      | 2010    |                       |                                       | Gau-Heppenheim, Hochborn                      |                            |
| ENERCON E-115      | 3.050 kW | 149 m     | 115 m              | 207 m      | 1      | 2015    | GAIA mbH              | Energiequelle GmbH                    | Gau-Heppenheim                                |                            |
| Vestas V117-3.45MW | 3.450 kW | 141,5 m   | 117 m              | 200 m      | 2      | 2017    | ABO Wind AG           | Ecowerk WP Kloppberg 2 GmbH           | Dittelsheim-Heßloch, Gau-Heppenheim           |                            |
| ENERCON E-82 E2    | 2.300 kW | 138 m     | 82 m               | 179 m      | 2      | 2018    | ENERCON Windpark GmbH | Windpark GmbH & Co. Gau-Heppenheim KG | Gau-Heppenheim                                |                            |